# Simon de Sully
Simon de Sully (né à Sully en Bourgogne, et mort le 9 août 1232 à Bourges) est un cardinal français de l'Église catholique du XIIIe siècle, créé par le pape Grégoire IX. Il est le fils de Gilon II, sire de Sully.

## Biographie
Simon de Sully est chantre au chapitre de Bourges et prieur de Saint-Ursin. Il est élu archevêque de Bourges en 1218 et le pape Honoré III le confirme le primauté de la province de Bourgogne.
Le pape Grégoire IX le crée cardinal lors du consistoire du 18 septembre 1227. Archichapelain du Roi (1231), Simon de Sully est présent à la mort de Louis VIII à Montpensier en 1226.